# Hans Grüneberg (Politiker)
Hans Emil Grüneberg (* 7. Oktober 1899 in Swinemünde, Deutsches Kaiserreich; † 25. März 1991 in Bad Godesberg) war ein deutscher Politiker (NSDAP).

## Leben und Wirken

### Frühe Jahre
Grüneberg wurde nach dem Besuch der Volksschule am Realgymnasium in Swinemünde und der Militärunterrichtanstalt in Stettin unterrichtet.
Ab 1917 nahm Grüneberg als Kriegsfreiwilliger am Ersten Weltkrieg teil. Während des Krieges wurde er mit verschiedenen Feldartillerieformationen an der Westfront verwendet.

### Weimarer Republik
Von 1919 bis 1921 durchlief Grüneberg die Supernumerar-Laufbahn bei der Reichsbahndirektion Stettin. Nach der Ausbildung schied er aus dem Reichsbahndienst jedoch aufgrund einer Einstellungssperre aus. Seinen Lebensunterhalt verdiente er stattdessen von 1922 bis 1930 als Büroangestellter bei der Landwirtschaftskammer für die Provinz Pommern in Stettin und bei anderen Behörden.
Im Herbst 1919 begann Grüneberg sich politisch zu betätigen: Er wurde Mitbegründer der Ortsgruppe Stettin des Deutschvölkischen Schutz- und Trutzbundes. Von 1922 bis 1924 war er Kreis- und Ortsgruppenführer im Stahlhelm und beim Wehrwolf in Pommern.
Im Februar 1925 beteiligte Grüneberg sich an der Gründung der NSDAP-Ortsgruppe in Stettin und trat der Partei zum 20. Juli desselben Jahres bei (NSDAP-Mitgliedsnummer 11.097). Von Februar 1925 bis Juli 1933 bekleidete er eine Reihe von ehrenamtlichen Funktionärsposten für die Partei: Er war nacheinander Ortsgruppenleiter, Kreisführer, Zellenorganisationsleiter, Kreisgeschäftsführer und als Organisationsleiter in der NSDAP-Kreisleitung Groß-Stettin. Den zuletzt genannten Posten hatte er seit dem 1. Januar 1931 hauptamtlich inne.

### NS-Zeit
Nach der Machtergreifung der Nationalsozialisten wurde Grüneberg am 1. August 1933 zum Gauhauptabteilungsleiter der Gauleitung Kurmark ernannt. Im Februar 1934 folgte seine Bestallung als Gauinspekteur und Gauamtsleiter des Gaues Kurmark.
Bei der Reichstagswahl vom März 1936 wurde Grüneberg in den nationalsozialistischen Reichstag gewählt. Er gehörte dem zu einem reinen Repräsentations- und Akklamationsorgan herabgesunkenen Parlament bis Kriegsende im Frühjahr 1945 als Abgeordneter für den Wahlkreis 5 (Frankfurt an der Oder) an.
Nach 1938 war Grüneberg Kreisleiter der NSDAP mit Wohnsitz in Berlin-Wilmersdorf. Nach 1943 war er in Zehdenick.

## Ehe und Familie
Grüneberg heiratete am 5. Mai 1922 Grete Wendorff (* 5. Dezember 1900 in Naugard; † 23. August 1970 in Königswinter).